# Thuyền và biển
"Thuyền và biển" là một bài thơ của nữ thi sĩ Xuân Quỳnh. Bài thơ sau đó được hai nhạc sĩ Hữu Xuân và Phan Huỳnh Điểu phổ nhạc thành bài hát cùng tên.

## Xuất xứ
Bài thơ "Thuyền và biển" nằm trong tập Chồi biếc được xuất bản vào năm 1963. Bài thơ từng được nhiều học sinh, sinh viên những năm 1960–1970 chép vào sổ thơ, chuyền tay nhau. Trích một đoạn trong bài thơ:
Em sẽ kể anh nghe

Chuyện con thuyền và biển:

"Từ ngày nào chẳng biết

Thuyền nghe lời biển khơi

Cánh hải âu, sóng biếc

Đưa thuyền đi muôn nơi

Lòng thuyền nhiều khát vọng

Và tình biển bao la

Thuyền đi hoài không mỏi

Biển vẫn xa... còn xa...

## Chuyển thể
Ngay khi ra mắt, bài thơ được nhạc sĩ Hữu Xuân phổ nhạc vào năm 1970. Thập niên 1980, nhạc sĩ Phan Huỳnh Điểu cũng phổ nhạc cho bài thơ này nhưng ông chỉ lấy 12 câu thơ cuối để phổ nhạc. NSƯT Quang Lý được xem là người thể hiện thành công bài hát này.

## Đánh giá
"Với Xuân Quỳnh, thơ không có chỗ cho tình cảm nửa vời mà luôn đầy ắp yêu thương. Thơ bà luôn dồi dào năng lượng trong từng câu chữ".— Nhà phê bình văn học Vũ Nho

"Cả hai tác phẩm phổ thơ của 2 nhạc sĩ đều cho công chúng những ca khúc hay. Mỗi bài xử lý thơ đều tốt trên những cung bậc âm thanh khác nhau, phong cách khác nhau".— Nhà lý luận phê bình âm nhạc, nhạc sĩ Vũ Tự Lân